# 117386 Thomasschlapkohl
117386 Thomasschlapkohl este o planetă minoră (asteroid), cu un diametru de 3,441 km, din centura de asteroizi. A fost descoperită pe 18 decembrie 2004 la Mount Lemmon⁠(d) de Mount Lemmon Survey⁠(d). 
Obiectul prezintă o orbită caracterizată de o semiaxă mare de 2,9785801788742 UAi, o excentricitate de 0,05, o înclinație de 10,3 ° în raport cu ecliptica.